# Viktoria Seeber
Viktoria Seeber (* 14. April 1997 in Nürnberg) ist eine deutsche Volleyball- und Beachvolleyballspielerin.

## Karriere Hallenvolleyball
Seeber begann ihre Karriere beim heimischen TV Altdorf, mit dem sie bis 2014 in der Dritten Liga Ost spielte. 2011 wurde sie in Dresden mit der bayerischen Landesauswahl Zweite beim U18-Bundespokal. 2014 wechselte sie zu Allianz MTV Stuttgart, wo sie mit der zweiten Mannschaft in der zweiten Bundesliga Süd aktiv war. Von 2018 bis 2020 spielte die Außenangreiferin beim Zweitligisten SG Rotation Prenzlauer Berg.

## Karriere Beachvolleyball
Als Beachvolleyballspielerin absolvierte Seeber von 2013 bis 2016 diverse Nachwuchsturniere, unter anderem mit Isabelle Liebchen, Leonie Klinke (2014 Platz drei U20-DM), Leonie Körtzinger, Marie Koloseus (2014 Platz vier U18-Europameisterschaft in Kristiansand) und Sophie Nestler (2016 deutsche U20-Vizemeisterin). Mit Nestler spielte Seeber 2017 für den VC Olympia Berlin auch auf der nationalen Smart Beach Tour. 2018 startete Seeber mit Yanina Weiland national auf der Techniker Beach Tour und international mit Karoline Fröhlich auf der FIVB World Tour. Hier gewann sie mit Sarah Schneider das 1-Stern-Turnier in Alanya. 2019 startet Seeber mit verschiedenen Partnerinnen (u. a. mit Lisa Arnholdt) auf der nationalen Techniker Beach Tour. 2020 und 2021 spielte sie mit Sophie Apel und 2023 mit Maja Rosko.